# Karl Sundström
Karl Sundström, född 6 juli 1849 i Kristbergs församling, Östergötlands län, död 14 december 1924 i Ramkvilla församling, Jönköpings län, var en svensk präst.

## Biografi
Sundström föddes 1849 på Storberg i Kristberg och var son till possessionaten Johan August Sundström och Anna Matilda Hagelin. Sundström blev student vid Uppsala universitet höstterminen 1872. Han prästvigdes 2 juni 1877 för Uppsala stift. Sundström blev 9 september 1877 komminister i Möja församling. Den 29 juni 1881 blev han kyrkoherde i Godegårds församling.

### Familj
Sundström gifte sig 16 oktober 1877 med Hanna Lovisa Ekberg (född 1852). Hon var dotter till en landskamrerare i Östersund. De fick tillsammans barnen Karl Olof (född 1878),  Karl Ejnar (1880-1913), Karl Ivar (född 1882), Karl Erik (1883-1912), Karl Birger (född 1886) och Karl Alrek (född 1890).